# ELO 2
ELO 2 es el segundo álbum de estudio del grupo británico Electric Light Orchestra, publicado por la compañía discográfica Harvest Records en febrero de 1973. En los Estados Unidos, el álbum fue publicado bajo el título de Electric Light Orchestra II, ocasionalmente abreviado como ELO II, por United Artists Records en marzo de 1973.

## Trasfondo y grabación
Originariamente planeado bajo el título de The Lost Planet, ELO 2 fue concebido bajo un primer concepto pronto olvidado. Durante las sesiones de grabación del álbum, Roy Wood abandonó la formación para formar la banda Wizzard a comienzos de 1972. Aunque no fue acreditado en las notas que acompañan al álbum, Roy Wood tocó el chelo y el bajo en "In Old England Town" y en "From the Sun to the World". Clásicos instrumentistas como Colin Walker y Mike Edwards reemplazaron a Wood, mientras que Wilfred Gibson tocó el violín. Por su parte, Richard Tandy hizo su debut en ELO 2 como nuevo miembro de la formación, si bien ya había participado en varios conciertos durante los primeros años del grupo.

## Publicación
Al igual que el título, la portada de las ediciones británica y estadounidense son diferentes: la edición británica fue publicada a modo de tapa abatible, con el título ELO 2 escrito en una bombilla que flota en el espacio, mientras que la edición estadounidense incluye el dibujo de una bombilla más ornamentada en contraste con un cielo oscuro y fue titulado Electric Light Orchestra II. Por razones desconocidas, la canción "Roll Over Beethoven" fue ligeramente recortada en comparación con la edición americana, mientras que el segundo tema, "Momma", fue rebautizado como "Mama".
Las cinco canciones que conforman ELO 2 tienen una mayor duración con respecto a las habituales canciones del formato rock, e incluyen una instrumentación orquestral que crea un sonido más denso y complejo. Junto con su predecesor, The Electric Light Orchestra, supone el trabajo menos comercial del grupo, si bien alcanzó el Top 40 de las listas británicas. Una versión recortada de «Roll Over Beethoven» fue publicada como sencillo, llegó al puesto seis de la lista británica UK Singles Chart y obtuvo una gran difusión en las emisoras de radio americanas.

## Reediciones
En 2003, EMI publicó ELO 2 en una edición expandida titulada ELO 2 First Light Series con motivo del trigésimo aniversario de su publicación original. El álbum incluyó el álbum original con varios temas extra así como un segundo disco, titulado The Lost Planet, con descartes, tomas alternativas y rarezas entre las que figuran canciones grabadas con el vocalista de The Move Carl Wayne. 
El 28 de marzo de 2006, Epic Records y Legacy Recordings reeditaron una versión remasterizada de ELO 2. Ambas reediciones utilizaron la portada original creada por el grupo Hipgnosis.

## Lista de canciones
Todas las canciones escritas y compuestas por Jeff Lynne excepto donde se anota. 
| Cara A |                                     |              |          |  |
| N.º    | Título                              | Escritor(es) | Duración |  |
| 1.     | «In Old England Town (Boogie No 2)» |              | 6:56     |  |
| 2.     | «Mama»                              |              | 7:03     |  |
| 3.     | «Roll Over Beethoven»               | Chuck Berry  | 8:10     |  |

| Cara B |                                           |          |  |
| N.º    | Título                                    | Duración |  |
| 1.     | «From the Sun to the World (Boogie No 1)» | 8:20     |  |
| 2.     | «Kuiama»                                  | 11:19    |  |

| Temas extra (reedición de 2003) |                                                            |              |          |  |
| N.º                             | Título                                                     | Escritor(es) | Duración |  |
| 6.                              | «Showdown»                                                 |              | 4:1      |  |
| 7.                              | «In Old England Town» (Instrumental)                       |              | 2:43     |  |
| 8.                              | «Baby I Apologise» (Descarte de las sesiones de grabación) |              | 3:42     |  |
| 9.                              | «Auntie (Ma-Ma-Ma Belle)» (Toma 1)                         |              | 1:19     |  |
| 10.                             | «Auntie (Ma-Ma-Ma Belle)» (Toma 2)                         |              | 4:03     |  |
| 11.                             | «Mambo (Dreaming of 4000)» (Toma 1)                        |              | 5:02     |  |
| 12.                             | «Everyone's Born to Die»                                   |              | 4:40     |  |
| 13.                             | «Roll Over Beethoven» (Toma 1)                             |              | 8:16     |  |

| CD2: The Lost Planet (reedición de 2003) |                                                                         |                |          |  |
| N.º                                      | Título                                                                  | Escritor(es)   | Duración |  |
| 1.                                       | «Brian Matthew Introduces ELO»                                          |                | 0:22     |  |
| 2.                                       | «From the Sun to the World (Boogie No. 1)» (Sesión grabada para la BBC) |                | 7:25     |  |
| 3.                                       | «Momma» (Sesión grabada para la BBC)                                    |                | 6:57     |  |
| 4.                                       | «Roll Over Beethoven»                                                   | Chuck Berry    | 4:35     |  |
| 5.                                       | «Showdown» (Toma)                                                       |                | 4:18     |  |
| 6.                                       | «Your World» (Toma 2)                                                   |                | 4:55     |  |
| 7.                                       | «Get a Hold of Myself» (Toma 2)                                         |                | 4:43     |  |
| 8.                                       | «Mama» (Toma 1)                                                         |                | 4:59     |  |
| 9.                                       | «Wilf's Solo» (Instrumental)                                            | Wilfred Gibson | 3:39     |  |
| 10.                                      | «Roll Over Beethoven» (Sesión grabada para la BBC)                      | Chuck Berry    | 7:40     |  |

| Temas extra (reedición de 2006) |                                                      |              |          |  |
| N.º                             | Título                                               | Escritor(es) | Duración |  |
| 6.                              | «In Old England Town» (Instrumental)                 |              | 2:43     |  |
| 7.                              | «Baby, I Apologise»                                  |              | 3:43     |  |
| 8.                              | «In Old England Town» (Toma uno, mezcla alternativa) |              | 6:56     |  |
| 9.                              | «Roll Over Beethoven» (Toma uno)                     | Chuck Berry  | 8:15     |  |

## Personal
- Jeff Lynne: voz, guitarra y sintetizador moog
- Bev Bevan: batería y percusión
- Richard Tandy: teclados y percusión
- Mike de Albuquerque: bajo y coros
- Wilfred Gibson: violín
- Mike Edwards: chelo
- Colin Walker: chelo
- Marc Bolan: guitarra
- Roy Wood: bajo y chelo en "In Old England Town" y "From the Sun to the World"
- Carl Wayne: coros

## Posición en listas
| País           | Lista           | Posición |
| -------------- | --------------- | -------- |
| Estados Unidos | Billboard 200   | 62       |
| Reino Unido    | UK Albums Chart | 35       |

| Sencillo              | País           | Lista              | Posición |
| --------------------- | -------------- | ------------------ | -------- |
| «Roll Over Beethoven» | Australia      | ARIA Singles Chart | 53       |
| «Roll Over Beethoven» | Estados Unidos | Billboard Hot 100  | 42       |
| «Roll Over Beethoven» | Reino Unido    | UK Singles Chart   | 6        |